# Callao (línea G del subte de Buenos Aires)
Callao será una estación de la línea G de la red de subterráneos de la Ciudad de Buenos Aires ubicada en la intersección de la Avenida Callao y la Avenida Santa Fe, en el barrio de Recoleta.